# 하시오카 다이키
하시오카 다이키(일본어: 橋岡 大樹, 1999년 5월 17일 ~ )는 일본의 축구 선수로, 현재 잉글랜드 프리미어리그의 루턴 타운 FC에서 라이트 백으로 활약하고 있다.

## 구단 경력
그는 2017년 J1리그의 우라와 레즈에 입단했다. 2020년까지 74경기에 출전하여, 4득점을 넣었다. 2021년 신트트라위던 VV로 이적했다. 2024년까지 86경기에 출전하여, 2득점을 넣었다. 2024년 루턴 타운 FC로 이적했다.

## 국가대표팀 경력
그는 2019년 EAFF E-1 풋볼 챔피언십에 참가할 일본 국가대표팀에 발탁되었으며, 12월 10일 중국와의 경기에서 데뷔했다. 
2020년 AFC U-23 축구 선수권 대회에 참가할 일본 U-23 국가대표팀에 발탁되었다. 2020년 하계 올림픽에도 출전, 3경기에 출전, 4강 진출에 기여했다.

## 통계
| 일본 | 일본 | 일본 |
| 연도 | 출전 | 득점 |
| ---- | ---- | ---- |
| 2019 | 2    | 0    |
| 2020 | 0    | 0    |
| 2021 | 0    | 0    |
| 2022 | 0    | 0    |
| 2023 | 5    | 0    |
| 2024 | 4    | 0    |
| 통산 | 11   | 0    |